# Ramires
Ramires Santos do Nascimento (phát âm tiếng Bồ Đào Nha: [ʁaˈmiɾes ˈsɐ̃tus du nasiˈmẽtu]; sinh ngày 24 tháng 3 năm 1987), thường được gọi là Ramires, là một cựu cầu thủ bóng đá chuyên nghiệp người Brasil. Là một tiền vệ, anh là một cầu thủ đa năng có thể chơi ở vị trí tiền vệ trung tâm hoặc tiền vệ phải. Anh ấy thường chơi ở vị trí tiền vệ box-to-box vì năng lượng của anh ấy trong việc hỗ trợ lối chơi phòng ngự và tấn công.
Ramires bắt đầu sự nghiệp tại Joinville và Cruzeiro. Năm 2009, anh chuyển đến Bồ Đào Nha thi đấu cho Benficavà giành được cú đúp giải quốc nội. Từ mùa hè 2010 cho đến tháng 1 năm 2016, anh thi đấu cho Chelsea và giành được nhiều danh hiệu cùng câu lạc bộ, trong đó có UEFA Champions League vào năm 2012.
Ramires có trận đấu đầu tiên cho tuyển Brasil vào tháng 6 năm 2009, đã từng hai lần dự World Cup và cùng đội bóng nước này vô địch FIFA Confederations Cup 2009.

## Sự nghiệp câu lạc bộ
Chào đời gần thành phố Rio de Janeiro, Ramires bắt đầu sự nghiệp cầu thủ ở vị trí hậu vệ cánh trái. Sau đó anh tới khu vực phía nam Brasil để thi đấu chuyên nghiệp, ký hợp đồng với câu lạc bộ hạng ba Joinville Esporte Clube năm 2005.

### Cruzeiro
Tháng 1 năm 2008, Ramires đã đồng ký hợp đồng có thời hạn 5 năm với Cruzeiro với phí chuyển nhượng 300.000 $, trong đó Cruzeiro nắm 70% quyền lợi kinh tế từ anh, Joinville sẽ được lợi 30% từ bất kì vụ chuyển nhượng nào của anh trong tương lai. Tại Cruzeiro, anh có biệt danh là "Queniano Azul", hay "Người Kenya xanh". Biệt danh này vừa có ý nghĩa giới thiệu màu áo của đội bóng, vừa có ý nghĩa nói về khả năng thi đấu dai sức như các vận động viên điền kinh người Kenya của anh.
Năm 2008, Ramires đã có một mùa giải thành công với Cruzeiro khi cùng đội nhà vô địch Campeonato Mineiro, lọt vào đến vòng 16 đội ở Copa Libertadores trước khi bị loại bởi Boca Juniors và đứng hạng 3 ở Campeonato Brasileiro. Anh được chọn vào Đội hình xuất sắc nhất mùa giải của theo bình chọn của tạp chí uy tín ở Nam Mỹ Placar.

### Benfica
Ngày 21 tháng 5 năm 2009, Ramires đã gia nhập câu lạc bộ Bồ Đào Nha Sport Lisboa e Benfica với phí chuyển nhượng 7,5 triệu € cùng với bản hợp đồng kéo dài 5 năm. Mức phí giải phóng hợp đồng tối thiểu là 30 triệu €.
Trận đấu đầu tiên của anh tại Giải Ngoại hạng Bồ Đào Nha (Portuguese Liga) là trận đấu với Vitória Guimarães ngày 23 tháng 8 năm 2009. Khi thời gian trận đấu không còn nhiều, Ramires đã ghi bàn thắng duy nhất của trận đấu giúp đội nhà có được 3 điểm trọn vẹn. Trong 4 trận tiếp theo tại giải, anh đã có thêm 3 bàn thắng cho câu lạc bộ. Trong suốt một năm ở Bồ Đào Nha, Ramires đã thi đấu 26 trận ở Portuguese Liga, góp công lớn giúp Benfica lên ngôi vương giải vô địch quốc gia Bồ Đào Nha Liga Sagres với năm điểm nhiều hơn đội á quân Sporting Clube de Braga. Ngoài ra, trong mùa giải này, Benfica còn giành luôn Cúp Quốc gia Bồ Đào Nha.
Tại UEFA Europa League, Ramires đạt phong độ tốt trong trận lượt đi vòng tứ kết thắng Liverpool 2-1, nhưng anh bỏ lỡ một cơ hội tốt có thể giúp đội tới sân khách với lợi thế cách biệt hai bàn. Trong trận lượt về, anh chơi không thành công. Liverpool giành chiến thắng đậm 4-1 ở trận lượt về và 5-3 chung cuộc, trong đó có hai bàn của Fernando Torres.

### Chelsea

#### Mùa bóng 2010–11
Ngày 4 tháng 8 năm 2010, Benfica thông báo họ đã đạt được thoả thuận với câu lạc bộ tại Premier League là Chelsea và đối tác thứ ba (ngoài Benfica, Ramires còn được sở hữu bởi một nhà đầu tư khác) phí chuyển nhượng Ramires vào khoảng 17 triệu £. Tuy nhiên, các nhà chức trách của Premier League đã lên tiếng cảnh báo khả năng của thương vụ này khi gặp một số vấn đề pháp lý có thể phá vỡ quy tắc chuyển nhượng trong luật bóng đá Anh. Ngoài ra, anh còn phải chờ đợi được Sở Lao động Anh đồng ý cấp giấy phép lao động vì theo quy định, các cầu thủ ngoài EU sẽ chỉ được cấp giấy phép lao động nếu thỏa mãn điều kiện là đã chơi 75% số trận cho đội tuyển quốc gia trong vòng hai năm gần nhất. Dù Ramires không thoả mãn điều kiện này, nhưng anh đã được đặc cách. Cuối cùng, ngày 13 tháng 8, Ramires đã chính thức trở thành cầu thủ của Chelsea với bản hợp đồng 4 năm và Chelsea đã phải trả cho Benfica số tiền khoảng 18,3 triệu bảng (tương đương 22 triệu euro). Tại Stamford Bridge, anh sẽ khoác chiếc áo số 7, số áo trước đây thuộc về tiền đạo người Ukraina Andriy Shevchenko.
Anh có trân đấu đầu tiên cho Chelsea vào ngày 28 tháng 10 năm 2010 trong trận đấu với Stoke City, khi vào sân thay Michael Essien ở phút 84. Ngày 11 tháng 9, Ramires lần đầu tiên được thi đấu trọn vẹn 90 phút tại Premier League trong trận đấu với West Ham. Tuy nhiên, anh đã sa sút phong độ rất nhiều trong nửa đầu mùa giải đầu tiên cùng Chelsea.
Ramires có bàn thắng đầu tiên cho Chelsea trong chiến thắng 4-0 trước Bolton Wanderers tại Premier League ngày 25 tháng 1 năm 2011. Ngày 20 tháng 3, anh ghi bàn ấn định chiến thắng 2-0 của Chelsea trước Manchester City sau khi lần lượt đi bóng qua cả Joleon Lescott lẫn Aleksandar Kolarov trước khi dứt điểm hạ gục thủ môn Joe Hart. Bàn thắng này của anh được bầu chọn là Bàn thắng của năm của Chelsea.

#### Mùa bóng 2011–12

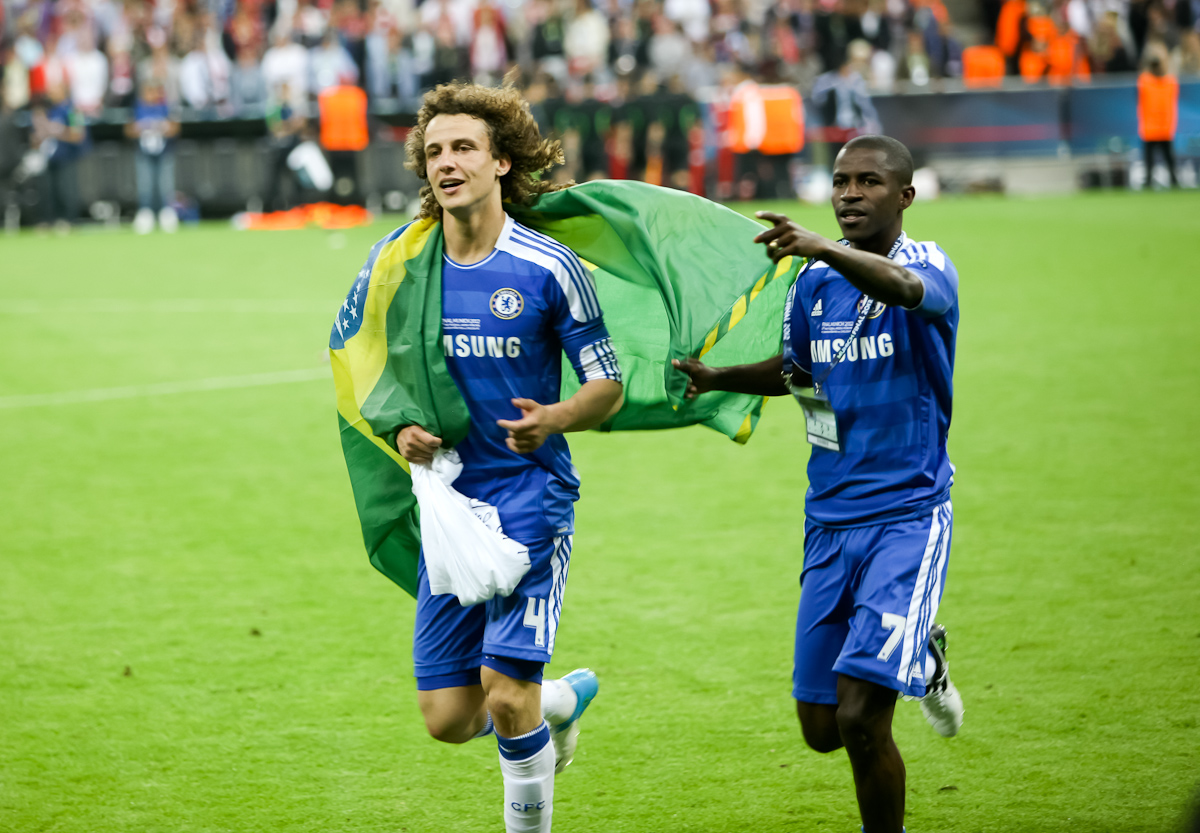
Ramires ăn mừng danh hiệu vô địch Champions League với đồng đội David Luiz

Ngày 24 tháng 9 năm 2011, anh lập một cú đúp trong trận thắng 4-1 của Chelsea trước câu lạc bộ Swansea City. Ngày 15 tháng 10, anh ghi bàn trong chiến thắng 3-1 trước Everton, trận đấu thứ 50 của anh trong màu áo The Blues nhưng 3 phút sau khi ghi bàn, anh phải rời sân vì chấn thương. Ngày 1 tháng 11, Ramires có bàn thắng đầu tiên tại Champions League trong trận hòa 1-1 với Racing Genk.
Ramires có bàn thắng thứ năm trong mùa giải trong trận đấu quyết định tấm vé vào vòng đấu loại trực tiếp Champions League với Valencia. Chung cuộc Chelsea thắng 3–0. Ngày 2 tháng 1 năm 2012, anh được đánh giá là cầu thủ xuất sắc nhất trận đấu trong chiến thắng 2-1 trước Wolverhampton Wanderers với bàn thắng mở tỉ số. Ramires lập được cú đúp ngay trong trận đấu đầu tiên của Chelsea tại Cúp FA 2011-12 trong chiến thắng 4-0 trước Portsmouth. Tuy nhiên trong trận đấu ngay vòng sau đó của cúp FA với Queens Park Rangers, Ramires gặp phải chấn thương nặng sau một pha va chạm rất mạnh và buộc phải rời sân bằng cáng cứu thương và buộc phải nghỉ thi đấu 4 tuần.
Ngày 5 tháng 3 năm 2012, anh ký hợp đồng mới có thời hạn 5 năm với Chelsea. Ngày 15 tháng 4 năm 2012, Ramires tiếp tục ghi bàn trong chiến thắng 5-1 của Chelsea trước Tottenham Hotspur ở bán kết cúp FA tại sân Wembley.
Trong trận lượt đi bán kết UEFA Champions League với Barcelona, sau khi nhận đường chuyền dài từ Frank Lampard, Ramires có pha ngoặt bóng lại trước khi chuyền ngang cắt mặt khung thành cho Didier Drogba ghi bàn ở những phút bù giờ của hiệp 1. Sau đó trong trận lượt về ngày 24 tháng 4, sau khi Chelsea đã bị dẫn trước 2-0, Ramires có pha bứt tốc độ thoát xuống phần sân đối phương từ khoảng cách hơn 60 mét và nhận được đường chuyền chọc khe từ Frank Lampard. Trong tư thế không bị ai kèm, anh đã có pha sục bóng điệu nghệ và tinh tế qua người thủ môn Victor Valdes, rút ngắn tỉ số xuống còn 2-1. Chung cuộc Chelsea hòa Barcelona 2-2 và giành quyền vào chung kết gặp Bayern München. Tuy nhiên, chiếc thẻ vàng do pha phản ứng thái quá với trọng tài về thẻ đỏ của John Terry đã khiến cho Ramires không thể có mặt trong trận chung kết. Dù vậy,  Chelsea đã giành chiến thắng trước đội bóng xứ Bavaria 4–3 trên chấm phạt đền sau trận hòa 1-1.
Trong trận chung kết cúp FA với Liverpool, Ramires bứt tốc ghi bàn mở tỉ số cho Chelsea từ đường chuyền của Juan Mata. Ramires sau đó đã ghi bàn thắng thứ 5 tại Premier League vào lưới Liverpool tại Anfield; Tuy nhiên, Chelsea đã để thua với tỷ số 1–4.
Tại lễ công bố và trao các danh hiệu cá nhân của Chelsea mùa giải 2011-12, Ramires không giành được danh hiệu Cầu thủ xuất sắc nhất năm (thuộc về Juan Mata) nhưng đã giành danh hiệu Cầu thủ của năm 2012 do người hâm mộ bầu chọn và cũng là năm thứ hai liên tiếp, anh là tác giả của bàn thắng đẹp nhất mùa giải của The Blues.
Ramires kết thúc mùa bóng 2011-12 với 12 bàn thắng, 6 đường chuyền thành bàn sau 44 trận đấu.

#### Mùa bóng 2012–13
Trong trận đấu đầu tiên ở mùa bóng 2012-13 là trận tranh Siêu cúp Anh 2012, Ramires đã có một đường kiến tạo thành bàn cho Fernando Torres nhưng Chelsea chung cuộc đã để thua Manchester City 2-3. Anh có bàn thắng đầu tiên trong mùa giải tại lượt trận thứ hai vòng bảng của UEFA Champions League 2012-13 với Nordsjælland ấn định chiến thắng 4-0.
Ngày 28 tháng 10, Ramires ghi bàn gỡ hòa 2-2 trong thất bại 2-3 trước Manchester United tại vòng 9 Ngoại hạng Anh. Ba ngày sau, trong trận đấu vòng 4 Cúp liên đoàn cũng với Manchester United, anh tiếp tục ghi bàn ở hiệp phụ giúp Chelsea thắng chung cuộc 5-4. Ngày 23 tháng 12, Ramires lập được cú đúp trong chiến thắng 8-0 trước Aston Villa, sau khi vào sân từ băng ghế dự bị. Ngày 10 tháng 3 năm 2013, Ramires lại ghi bàn vào lưới Manchester United, lần này là tại vòng 6 cúp FA 2012-13 với bàn thắng ấn định tỉ số 2-2 của trận đấu tại Old Trafford. Trong trận đấu cuối cùng của Chelsea ở Premier League mùa này, trên sân khách của Aston Villa, Ramires đã phải nhận 2 thẻ vàng trong hiệp một và bị đuổi khỏi sân. Tuy nhiên, Chelsea tiếp tục giành chiến thắng 1-2 nhờ hai bàn thắng của Lampard, người đã lập kỷ lục ghi bàn tại câu lạc bộ với pha lập công thứ 2 và giành quyền tham dự Champions League 2013–14. Lần xuất hiện cuối cùng trong mùa giải của Ramires là trong trận chung kết UEFA Europa League với đội bóng cũ Benfica, khi Chelsea giành chiến thắng 2-1 nhờ cú đánh đầu của Ivanović vào phút bù giờ, qua đó trở thành đội đầu tiên vô địch Champions League và Europa League.

#### Mùa bóng 2013–14
Ngày 30 tháng 8 năm 2013, Ramires bị truất quyền thi đấu ở phút 85 trận Siêu cúp châu Âu 2013 với Bayern München, với kết quả cuối cùng Chelsea thất bại ở loạt sút luân lưu. Anh có bàn thắng đầu tiên trong mùa giải với pha ghi bàn ấn định chiến thắng 2-0 trước Swindon Town tại vòng ba Cúp liên đoàn ngày 24 tháng 9. Ngày 28 tháng 9, anh có trận đấu thứ 100 tại Premier League cho Chelsea trong trận hòa 1-1 với Tottenham Hotspur. Tại lượt trận thứ hai vòng bảng UEFA Champions League 2013-14 gặp Steaua Bucureşti, Ramires đã lập cú đúp đem về chiến thắng 4-0 cho Chelsea.
Ramires có bàn thắng đầu tiên tại Premier League 2013-14 vào ngày 14 tháng 12, đem về chiến thắng 2-1 cho Chelsea trước Crystal Palace.

#### Từ 2014–16
Ramires được điền tên vào đội hình xuất phát trong trận đấu với Crystal Palace vào ngày 3 tháng 5 năm 2015, nhưng đã bị ốm trước khi bắt đầu vì bệnh thận. Anh ấy đã bỏ lỡ trận đấu mà Chelsea đã giành chiến thắng 1–0 để giành chức vô địch, có nghĩa là cùng với các đồng đội Gary Cahill, John Terry, Branislav Ivanović và John Obi Mikel, Ramires đã giành được mọi danh hiệu lớn trong nước và châu Âu trong thời gian thi đấu cho Chelsea.
Vào ngày 29 tháng 10 năm 2015, Ramires ký gia hạn hợp đồng 4 năm với Chelsea. Tuy nhiên, sau khi Guus Hiddink thay thế José Mourinho làm huấn luyện viên trưởng của câu lạc bộ, Ramires ngồi dự bị nhiều hơn, mặc dù anh đã có mặt trong đội hình xuất phát 15 trong 23 trận.

### Giang Tô Tô Ninh
Ngày 27 tháng 1 năm 2016, Ramires đến Trung Quốc để chơi cho câu lạc bộ Giang Tô Tô Ninh theo hợp đồng có thời hạn 4 năm với phí chuyển nhượng ước tính 25 triệu £, giá trị chuyển nhượng cao nhất trong lịch sử bóng đá Trung Quốc. , nhưng đã bị phá vỡ 2 lần trong 10 ngày sau đó do Jackson Martínez và Alex Teixeira, người sau này là đồng đội với Ramires thiết lập.
Ramires có trận ra mắt vào ngày 23 tháng 2 năm 2016 trước Bình Dương ở AFC Champions League. Ramires đã kiến tạo để Teixeira ghi bàn mở tỷ số, đây cũng là bàn thắng đầu tiên của anh cho câu lạc bộ, nhưng bị đuổi khỏi sân ở phút thứ 94 trong chiến thắng 3–2 trước Jeonbuk Motors tại AFC Champions League vì hành vi đẩy một cầu thủ Jeonbuk. Vào ngày 5 tháng 3, Ramires ghi bàn mở tỷ số trong trận ra mắt tại Chinese Super League trong chiến thắng 3–0 trước Shandong Luneng trước khi kiến tạo cho đồng hương Alex Teixeira ghi bàn thắng thứ 2. Vào ngày 11 tháng 6, anh ghi bàn mở tỷ số trong chiến thắng 2-1 trước Shanghai Port ở Thượng Hải.
Ramires ghi bàn thắng đầu tiên của mùa giải 2017 vào phút cuối cùng trong chiến thắng 1–0 trước Jeju United ở vòng bảng AFC Champions League 2017 vào ngày 22 tháng 2 năm 2017. Vào ngày 15 tháng 3, anh ghi bàn thắng duy nhất trong trận đấu với Gamba Osaka ở AFC Champions League  Bàn thắng đầu tiên của Ramires trong mùa giải 2017 là trận hòa 1-1 trước Henan Songshan Longmen. Trong trận đấu với Yanbian Funde vào ngày 19 tháng 8, anh ghi một cú đúp trong chiến thắng 4–0. Trong chiến thắng 1–0 trước Thiên Tân Thiên Hải tại Trung tâm thể thao Olympic Nam Kinh, Ramires đã ghi bàn thắng duy nhất của trận đấu và nhận danh hiệu cầu thủ hay nhất trận đấu. Anh đã được giải phóng hợp đồng vào ngày 17 tháng 5 năm 2019, một năm sau khi ra sân lần cuối cùng cho câu lạc bộ.

### Palmeiras
Vào ngày 13 tháng 6 năm 2019, Ramires trở lại Brazil và ký hợp đồng bốn năm với đương kim vô địch Brasileirão Palmeiras. Vào ngày 28 tháng 11 năm 2020, Ramires và Palmeiras chấm dứt hợp đồng theo sự đồng ý của cả 2.

## Sự nghiệp đội tuyển quốc gia

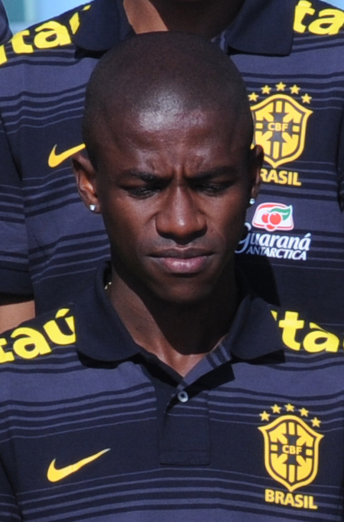
Ramires trong màu áo đội tuyển Brasil tại World Cup 2010

Ngày 21 tháng 7 năm 2008, Ramires đã được huấn luyện viên Dunga chọn để thay thế tiền đạo Robinho trong danh sách đội tuyển U-23 Brasil tham dự Olympic Bắc Kinh 2008 vào phút chót. Tại giải này, đội tuyển Brasil đã giành được huy chương đồng.
Ngày 21 tháng 5 năm 2009, anh đã được gọi vào đội tuyển Brasil để chuẩn bị cho vòng loại World Cup 2010 và FIFA Confederations Cup 2009. Ramires có trận đấu đầu tiên cho đội tuyển vào ngày 6 tháng 6 năm 2009 trong trận đấu tại vòng loại World Cup 2010 với Uruguay khi vào sân thay cho Elano.
Ngày 12 tháng 5 năm 2010, Ramires đã được huấn luyện viên Dunga chọn vào danh sách 23 cầu thủ Brasil tham dự World Cup 2010 tại Nam Phi. Anh có được bàn thắng đầu tiên cho đội tuyển quốc gia với cú đúp trong chiến thắng 5-1 trước Tanzania vào ngày 7 tháng 6 năm 2010, trận đấu tập dượt cuối cùng của đội tuyển Brasil cho World Cup 2010.
Tại World Cup 2010, Ramires đã được đưa vào sân thay cho Felipe Melo ở phút 84 trong trận đấu đầu tiên ở vòng bảng gặp Cộng hoà Dân chủ Nhân dân Triều Tiên. Anh phải nhận thẻ vàng ở phút 88 sau một pha vào bóng thô bạo. Ở hai trận đấu còn lại ở vòng bảng với Côte d'Ivoire và Bồ Đào Nha, anh đều được vào sân ở những phút cuối trận đấu.
Chấn thương của Melo đã tạo điều kiện cho Ramires được ra sân ngay từ đầu trong trận đấu tại vòng 2 với Chile. Ở phút 59, Ramires cướp bóng từ giữa sân, tăng tốc vượt qua ba cầu thủ Chile trước khi chuyền ngang cho Robinho ghi bàn. Anh được Goal.com đánh giá là cầu thủ chơi hay nhất trận với 8,5 điểm. Tuy nhiên, đến trận tứ kết với Hà Lan, Ramires đã bị treo giò và cầu thủ thay thế anh là Melo đã mắc sai lầm nghiêm trọng dẫn đến trận thua 2-1 của đội tuyển Brasil.
Ramires có tên trong danh sách 23 người tham dự giải Copa América 2011 được tổ chức tại Argentina.
Vào ngày 2 tháng 6, Ramires có tên trong danh sách đội tuyển Brazil tham dự World Cup 2014, được tổ chức tại Brazil. Anh ấy đã góp mặt trong tất cả 7 trận đấu - với 2 trận đá chính - khi Brazil kết thúc ở vị trí thứ 4.

## Thống kê sự nghiệp

### Câu lạc bộ
Tính đến ngày 11 tháng 4 năm 2016
| Câu lạc bộ            | Mùa giải              | Giải đấu | Giải đấu | Cúp quốc gia | Cúp quốc gia | Cúp liên đoàn | Cúp liên đoàn | Châu lục             | Châu lục             | Tổng cộng | Tổng cộng |
| Câu lạc bộ            | Mùa giải              | Trận     | Bàn      | Trận         | Bàn          | Trận          | Bàn           | Trận                 | Bàn                  | Trận      | Bàn       |
| --------------------- | --------------------- | -------- | -------- | ------------ | ------------ | ------------- | ------------- | -------------------- | -------------------- | --------- | --------- |
| Joinville             | 2006                  | 14       | 3        | —            | —            | —             | —             | —                    | —                    | 14        | 3         |
| Cruzeiro              |                       |          |          |              |              |               |               |                      |                      |           |           |
| 2007                  | 32                    | 3        | —        | —            | —            | —             | 2             | 0                    | 34                   | 3         |           |
| 2008                  | 25                    | 6        | —        | —            | —            | —             | 11            | 5                    | 36                   | 11        |           |
| 2009                  | 4                     | 1        | —        | —            | —            | —             | 11            | 1                    | 15                   | 2         |           |
| Tổng cộng Brasil      | Tổng cộng Brasil      | 75       | 13       | —            | —            | —             | —             | 24                   | 4                    | 99        | 19        |
| Câu lạc bộ            | Mùa giải              | Giải đấu | Giải đấu | Cúp quốc gia | Cúp quốc gia | Cúp liên đoàn | Cúp liên đoàn | Châu Âu/Khác         | Châu Âu/Khác         | Tổng cộng | Tổng cộng |
| Benfica               | 2009–10               | 26       | 4        | 0            | 0            | 4             | 1             | 12                   | 0                    | 42        | 5         |
| Tổng cộng S.L Benfica | Tổng cộng S.L Benfica | 26       | 4        | 0            | 0            | 4             | 1             | 12                   | 0                    | 42        | 5         |
| Chelsea               | 2010–11               | 29       | 2        | 3            | 0            | 1             | 0             | 8                    | 0                    | 41        | 2         |
| Chelsea               | 2011–12               | 30       | 5        | 6            | 4            | 1             | 0             | 10                   | 3                    | 47        | 12        |
| Chelsea               | 2012–13               | 35       | 5        | 6            | 2            | 4             | 1             | 17                   | 1                    | 62        | 9         |
| Chelsea               | 2013–14               | 30       | 1        | 3            | 0            | 2             | 1             | 11                   | 2                    | 46        | 4         |
| Chelsea               | 2014–15               | 24       | 2        | 1            | 0            | 1             | 0             | 3                    | 1                    | 29        | 3         |
| Chelsea               | 2015–16               | 12       | 2        | 1            | 0            | 2             | 1             | 6                    | 0                    | 21        | 3         |
| Tổng cộng Chelsea     | Tổng cộng Chelsea     | 160      | 17       | 20           | 6            | 11            | 3             | 55                   | 7                    | 2461      | 37        |
| Câu lạc bộ            | Mùa giải              | Giải đấu | Giải đấu | FA Super Cup | FA Super Cup | Khác          | Khác          | AFC Champions League | AFC Champions League | Tổng cộng | Tổng cộng |
| Giang Tô Tô Ninh      | 2016                  | 4        | 2        | 1            | 0            | –             | –             | 3                    | 0                    | 8         | 2         |
| Tổng cộng sự nghiệp   | Tổng cộng sự nghiệp   | 265      | 36       | 21           | 6            | 15            | 4             | 94                   | 13                   | 3951      | 63        |

1Bao gồm 2012 FA Community Shield và 2015 FA Community Shield.

### Đội tuyển quốc gia
Tính đến 9 tháng 9 năm 2015
| Brasil    | Brasil | Brasil |
| Năm       | Trận   | Bàn    |
| --------- | ------ | ------ |
| 2009      | 10     | 0      |
| 2010      | 10     | 2      |
| 2011      | 7      | 0      |
| 2012      | 6      | 1      |
| 2013      | 8      | 1      |
| 2014      | 11     | 0      |
| Tổng cộng | 52     | 4      |

### Bàn thắng cho đội tuyển quốc gia
| #  | Ngày                | Địa điểm                | Đối thủ    | Bàn thắng | Kết quả | Giải đấu |
| -- | ------------------- | ----------------------- | ---------- | --------- | ------- | -------- |
| 1. | 7 tháng 6 năm 2010  | Dar es Salaam, Tanzania | Tanzania   | 3-0       | 5-1     | Giao hữu |
| 2. | 7 tháng 6 năm 2010  | Dar es Salaam, Tanzania | Tanzania   | 5–1       | 5-1     | Giao hữu |
| 3. | 10 tháng 9 năm 2012 | Recife, Brasil          | Trung Quốc | 1–0       | 8-0     | Giao hữu |
| 4. | 8 tháng 9 năm 2013  | Brasília, Brasil        | Úc         | 4–0       | 6-0     | Giao hữu |

## Danh hiệu

### Câu lạc bộ
Cruzeiro
- Campeonato Mineiro: 2008, 2009

Joinville
- Campeonato Catarinense: 2005, 2006

Benfica
- Portuguese Liga: 2009–10
- Taça da Liga: 2009–10

Chelsea
- FA Cup: 2011-2012
- UEFA Champions League:  2011-2012
- UEFA Europa League:  2012-2013
- EFL Cup: 2014-2015
- Giải bóng đá Ngoại hạng Anh: 2014-2015

Palmeiras
- Copa do Brasil: 2020
- Campeonato Paulista: 2020
- Copa Libertadores: 2020

### Quốc tế
Brazil
- Cúp Liên đoàn các châu lục 2009: Vô địch
- Olympic 2008: Huy chương đồng

### Cá nhân
- Campeonato Brasileiro Série A Team of the Year: 2008[85]
- Bola de Prata: 2008
- Chelsea Goal of the Year: 2010–11 (vs. Manchester City),[86] 2011–12 (vs. Barcelona)[87]
- Chelsea Players' Player of the Year: 2011–12[88]